# Guido Balsamo Stella
Guido Maria Balsamo Stella (Torino, 1º gennaio 1882 – Asolo, 1º gennaio 1941) è stato un pittore e incisore italiano.

## Biografia
Nato a Torino da Luigi Balsamo e Celestina Sommariva, rimane presto orfano del padre e assume il doppio cognome dal secondo marito della madre, il veneziano Alessandro Stella. Nel 1896 segue la famiglia trasferendosi nella città natale di quest'ultimo.
Non si conosce nulla sulla sua formazione giovanile. Nel 1901 ottiene uno studio di pittore a Ca' Pesaro ma, poiché il Comune, contravvenendo alle disposizioni testamentarie della duchessa Felicita Bevilacqua La Masa, esigeva il pagamento di una pigione, se ne va dopo nemmeno due anni e mezzo. Nel 1903-1904 segue le lezioni della Scuola libera del Nudo dell'Accademia veneziana.
Presto però raggiunge Monaco di Baviera, dove ha contatti con la Secessione, in particolare con Peche e Rix.
Dal 1909 frequenta l'Accademia di Belle Arti di Monaco dove ha per maestro Albert Welti, l'allievo di Böcklin. Espone alle mostre della Secessione al Glasspalast, interessandosi frattanto anche alla realizzazione di ex libris.
Nel 1914 ottiene un premio acquisto alla XI Biennale di Venezia per la sua acquaforte Il vitello d'oro.
Negli anni della prima guerra mondiale è in Svezia con la moglie Anna Akerdahl pittrice; si dedica all'acquaforte e allo studio delle tecniche d'incisione sul vetro presso i maestri vetrai di Orrefors e, al suo rientro in Italia, si fa propugnatore per un rinnovamento del gusto nell'artigianato vetrario di Murano.
In Italia è dapprima a Firenze dove dal 1922 insegna presso il Regio Istituto d'Arte di S. Croce; crea anche un laboratorio vetrario a Colle di Val d'Elsa.
È poi direttore della Scuola Statale d'Arte del Legno di Ortisei in Val Gardena (1924-1927) da dove è però allontanato su richiesta dei produttori di arte sacra che lo considerano troppo innovativo. Insegna poi all'Istituto Statale d'Arte Pietro Selvatico di Padova (1927-1929). Nel 1929 è a Murano presso la S.A.L.I.R. (Studio Ars Labor Industrie Riunite).
Nel 1929 è chiamato a Monza a per dirigervi il prestigioso ISIA (Istituto Superiore per le Industrie Artistiche) dove rimane fino al 1932.
La sua direzione determina la speciale impronta di questo Istituto del tutto innovativo per l'Italia dell'epoca sia per l'aspetto intellettuale aperto e creativo che per la qualità dei docenti che volle scegliere singolarmente.
Dal 1936 dirige l'Istituto Statale d'Arte di Venezia.
Muore improvvisamente ad Asolo nel 1941.

## Mostre
- A Ortisei il Museum Gherdëina tenne, assieme al Circolo degli Artisti, una mostra su Balsamo Stella dal 9 novembre al 1 dicembre 2023 con esposizione di alcune sue opere grafiche ed un vaso di vetro assieme a sculture dei suoi colleghi insegnanti ed allievi, ispirate al suo stile innovativo per la Val Gardena[3].